# Carlo Boucheron
Carlo Emanuele Boucheron (Torino, 1773 – Torino, 16 marzo 1838) è stato un filologo classico italiano, docente di eloquenza latina e greca all'università di Torino.

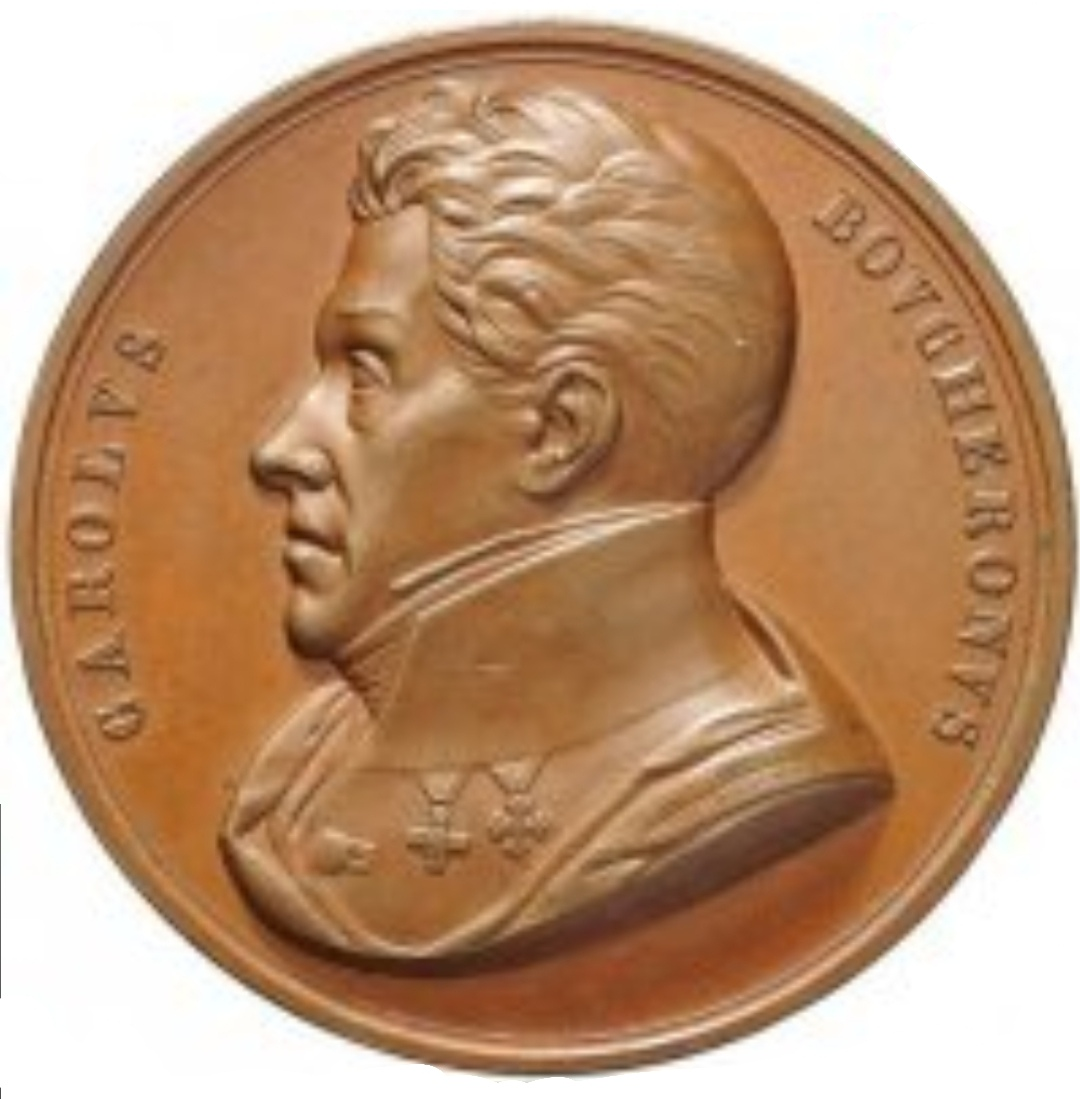
Medaglia raffigurante Carlo Boucheron

Fu maestro di Coriolano di Bagnolo e di Tommaso Vallauri.

## Biografia
Dopo i primi studi nelle lettere latine e italiane, si volse alla teologia e alla giurisprudenza, e ottenne la laurea in entrambe le facoltà. A trentuno anni fu applicato alla regia segreteria di Stato per gli Affari Esteri, e dopo un anno, fu nominato segretario di Stato. Si dedicò quindi allo studio delle lettere greche, ebraiche e latine sotto la guida di Tommaso Valperga Caluso. Nominato nel 1804 professore di letteratura greca all'università di Torino, nel 1814 gli fu affidata la cattedra di eloquenza latina. Stampò nel 1825 il primo suo lavoro latino, la Vita del cavaliere Priocca, uomo di Stato e ministro di Carlo Emanuele IV. Pregiate le sue iscrizioni in latino, temporarie e monumentali. 
Fu anche professore di storia nella Regia accademia militare. Carlo Alberto lo scelse come precettore per i suoi figli.
Morì a Torino il 16 marzo 1838, in conseguenza di una frattura al ginocchio destro, riportata in seguito a una caduta sullo scalone dell'università. I suoi amici e studenti, in segno d'ammirazione e stima, con una sottoscrizione gli eressero un monumento su progetto del Pelagi mentre lo scultore Bruneri ne eseguì il ritratto. È sepolto nel Cimitero monumentale di Torino.